# Египетски теснопръст гекон
Египетските теснопръсти гекони (Stenodactylus petrii), наричани също Андерсънови късопръсти гекони, са вид дребни влечуги от семейство Геконови (Gekkonidae).
Разпространени са в пустинните и полупустинните области на Северна Африка и най-близките части на Близкия Изток. Достигат дължина на тялото без опашката 5 до 8 сантиметра, а опашката им е относително дълга – 3 до 5 сантиметра. Активни са главно през нощта и се хранят предимно с щурци и брашнени червеи.